# Villa del Balbiano
La villa del Balbiano est une villa située dans la commune de Tremezzina en Lombardie.

## Histoire
La villa est construite à la fin du XVIe siècle à la demande du cardinal Tolomeo Gallio sur un terrain où se trouvait un bâtiment plus ancien. Le projet est conçu par l'architecte Pellegrino Tibaldi pour la famille Giovio, qui possède le terrain avant de le vendre au cardinal.

## Description
La propriété se situe au bord de lac de Côme dans la localité d'Ossuccio dans la commune de Tremezzina.